# Ibrahim Moro
Ibrahim Moro (Accra, 10 novembre 1993) è un calciatore ghanese, centrocampista del Dembava.

## Carriera
È cresciuto in Ghana tra le file del New Edubiase United. Nell'agosto 2012, una sua rete su calcio di punizione ha permesso alla squadra di vincere la FA Cup ghanese di quell'anno, edizione in cui Moro è stato nominato miglior giocatore.
Pochi giorni più tardi si è trasferito ufficialmente in Svezia all'AIK, con cui ha firmato un triennale. Il suo debutto con il nuovo club è avvenuto nell'agosto di quell'anno, in occasione dell'incontro casalingo di Europa League contro il CSKA Mosca. I primi gol svedesi li ha realizzati quasi due anni più tardi, nel luglio 2014, rispettivamente contro il Kalmar e il Falkenberg.
Dal 1º gennaio 2015 è diventato un giocatore del Qaýrat, militante nel campionato kazako, ma a marzo è stato escluso dalla squadra ufficialmente per problemi fisici e sostituito dal brasiliano Paulo César. Dopo aver rotto in anticipo il contratto, a settembre è passato all'Adana Demirspor nella seconda serie turca. Il 17 agosto 2016 passa nelle file del Silkeborg IF nella seconda divisione danese.

## Palmarès

### Club

#### Competizioni nazionali
- Coppa del Kazakistan: 1

Qaırat: 2015
- 1. divisjon: 1

Silkeborg: 2018-2019